# 개루왕
개루왕(蓋婁王, ? ~ 166년, 재위: 128년 ~ 166년)은 백제의 제4대 국왕이다. 기루왕의 아들로 성격이 조용하였다고 한다.

## 생애
132년 봄 2월에 북한산성(北漢山城)을 쌓았다. 165년에는 당시 신라의 아찬 길선이 반란을 일으켜 백제로 망명했는데, 개루왕은 길선을 정성껏 대접하며 망명을 허가하였다. 이에 대해 김부식의 《삼국사기》는 "개루왕이 나라를 배신할 지도 모르는 길선을 데리고 왔으니 왕이 매우 어리석다." 고 비난하였다. 길선이 망명한 것에 대해, 신라 중앙정부에서는 백제 정복을 주장하는 세력이 많아졌고, 마침내 신라는 백제의 국경을 침공하였다. 백제는 전투에서 패배하며 큰 피해를 입었다.

## 가계
- 조부 : 다루(多婁, ? ~77, 재위:28~77)
- 조모 : 미상
- 조모 : 미상
  - 부왕 : 기루(己婁, ? ~128, 재위:77~128)
  - 왕비 : 미상
  - 후궁 : 미상
    - 국왕 : 개루(蓋婁, ? ~166, 재위:128~166)
    - 왕비 : 미상
      - 아들 : 초고(肖古, ? ~214, 재위:166~214)
      - 아들 : 고이(古尒, ? ~286, 재위:234~286), 이설 있음[1]
      - 아들 : 우수(優壽)

    - 동생 : 질(質)

## 같이 보기
- 지마 이사금 (112년 - 134년)
- 일성 이사금 (134년 - 154년)
- 아달라 이사금 (154년 - 184년)
- 태조왕 (53년 - 146년)
- 차대왕 (146년 - 165년)
- 신대왕 (165년 - 179년)
- 김수로왕 (42년?~199년)
- 게이코 천황 (71년~130년)
- 세이무 천황 (131년~190년)

| 전 대 기루왕 | 제4대 백제 국왕 128년 - 166년 | 후 대 초고왕 |